# آبنیک
آبنیک از روستاهای دهستان رودبار قصران بخش رودبار قصران شهرستان شمیران استان تهران ایران است. این روستا یکی از جاذبه‌های گردشگری شهرستان شمیران است.افراد ساکن آبنیک نیز به آبنیکی معروف هستند 

## جمعیت
جمعیت این روستا بر اساس سرشماری سال ۱۳۸۵ حدود ۲۷۴ نفر در ۷۸ خانوار بوده است. اهالی آبنیک  به گویش قصرانی زبان مازندرانی صحبت می کنند.

## زبان
دانشنامه ایرانیکا درباب زبان منطقه قصران آورده است که باید به دو بخش باید تقسیم شود . زبان بومیان شمال و شمال شرق منطقه بخش درونی قصران نزدیکی بسیار زیادی به زبان مازندرانی دارد. گویش منطقه جنوبی از اوشان در مرکز تا جیرود و تجریش در جنوب شمیران  گونه ای فارسی-مازندرانی است و ویژگی های زبان‌های کاسپین را دارددر سال های دور آن دسته از بومیان تهران که در محدوده ونک و شمیران سکونت داشتند به دلیل مجاورت با استان مازندران لهجه مازندرانی داشتند . والنتین ژوکوفسکی خاورشناس و زبان شناس روس اواخر قرن ۱۹ میلادی در سفری که به ایران داشت در حوالی شمیران با گویش تجریشی آشنا شده و در آثارش به این گویش اشاره می‌کند؛ گویشی که شباهت بسیاری با گویش مازندرانی دارد .تا امروز در محدوده‌هایی از جمله سرآسیاب دولاب، شاه عبدالعظیم و... هنوز هم افرادی با لهجه شمرانی صحبت کنند؛ لهجه‌ای که ملایم شده گویش مازنی است.حسین کریمان در جلد دوم کتاب قصران کوهسران آورده است :منطقه قصران باستانی شامل مناطق اوشان، فشم، شمشک، گاجره و روستاهای کوهپایه‌ای توچلال تا مناطق غربی رودخانه جاجرود. زبان عمومی مردم قصران لهجه‌ای از زبان باستانی پهلوی است که زبان طبری یا مازندرانی، که از ریشه‌ی زبانهای دیرین ایرانی است، و عربی و اندکی ترکی، بدان درآمیخته و از زبان دری نیز در قرون اسلامی تاثیر یافته است، و هر چه از ری به مازندران نزدیک تر شوند بر میزان لهجه‌ی مازندرانی به همان نسبت افزوده می‌شود، چنانکه در لهجه‌ی میگون و شهرستانک و لالان و زایگان و روته و گرمابدر و شمشک و دربندسر لهجه‌ی مازندرانی  غلبه دارد .

## اماکن سیاحتی و زیارتی
- امامزاده موسی
- امامزاده طیب
- پل آبنیک
- کوه معروف جان ستان (به گویش محلی: جانستون) که به کوه یونزا (در اصل: یونجه زار) معروف است در این آبادی است. چشمه ای گوارا از کوه جان ستان سرچشمه دارد و در آب نیک به شاخه رودخانه جاجرود می‌پیوندد. آب این چشمه در گوارایی معروف است و وجه تسمیه آبنیک از این چشمه است.